# Natasha Jiménez
Natasha Jiménez és una activista trans i intersex i escriptora de Costa Rica, qui és actualment la Coordinadora General del MULABI, Espai llatinoamericà de Sexualitats i Drets, i amfitriona de la Secretaria Intersex de l'ILGA. És una membre de consell consultiu per al primer fons de drets humans intersex i va participar en la primera audiència intersex davant la Comissió Interamericana de Drets Humans.

## Activisme
Activista intersex i trans per més de 20 anys, Jiménez va començar el seu activisme en moviments feministes i LGBT a l'Amèrica Llatina, i dona conferències en una gamma d'institucions nacionals i internacionals de drets humans.

El març de 2013, Jiménez, juntament amb Mauro Cabral, Paula Sandrine Marxat i Pidgeon Pagonis va atestar enfront de la Comissió Interamericana de Drets Humans sobre la Situació de Drets Humans de Persones Intersex a les Amèriques. La primera audiència en drets humans intersex davant la Comissió, cadascú va compartir les seves experiències personals i va presentar els assumptes més importants, com la «cirurgia» de normalització en els genitals de nens intersex.
L'any 2015, Jiménez es va unir al consell consultiu internacional d'un fons filantròpic de Drets Humans Intersex establert per l'Astraea Lesbian Foundation for Justice.

## Treballs
Jiménez ha contribuït a Inter: Erfahrungen intergeschlechtlicher Menschen in der Welt der zwei Geschlechter, editat per Elisa Barth et al., Cuál es el Punto de una Revolución si no Puedo Bailar per Jane Barry i Jelena Dordevic, i Interdicciones editat per Mauro Cabral.